# Carex scabriuscula
Carex scabriuscula är en halvgräsart som beskrevs av Kenneth Kent Mackenzie. Carex scabriuscula ingår i släktet starrar, och familjen halvgräs. Inga underarter finns listade i Catalogue of Life.